# Политические партии Японии
В Японии любая организация, поддерживающая кандидата, должна зарегистрироваться как политическая партия. Каждая из партий имеет определённое влияние на местном или национальном уровне. В данной статье перечислены политические партии Японии, представленные в Национальном парламенте, будь то Палата представителей (нижняя палата) или Палата советников (верхняя палата). В статье также могут упоминаться мелкие политические партии или партии, которые были представлены в парламенте ранее.

## Действующие партии

### Парламентские
| Партия | Партия | Партия                                                                  | Сокр.                              | Лидер(ы)                                         | Идеология                                         | Парламент     | Парламент  | Губернаторы |
| Партия | Партия | Партия                                                                  | Сокр.                              | Лидер(ы)                                         | Идеология                                         | Представители | Советники  | Губернаторы |
| ------ | ------ | ----------------------------------------------------------------------- | ---------------------------------- | ------------------------------------------------ | ------------------------------------------------- | ------------- | ---------- | ----------- |
|        |        | - Либерально-демократическая партия - 自由民主党 - Jiyū Minshu-tō       | - ЛДП - 自民党 - Jimin-tō          | Сигэру Исиба                                     | Консерватизм Японский национализм                 | 196 из 465    | 101 из 248 | 5 из 47     |
|        |        | - Конституционно-демократическая партия - 立憲民主党 - Rikken Minshu-tō | - КДП - 立憲 - Rikken              | Ёсихико Нода                                     | Либерализм Социальный либерализм                  | 148 из 465    | 38 из 248  | 0 из 47     |
|        |        | - Партия инноваций Японии - 日本維新の会 - Nippon Ishin no Kai          | - ПИЯ - 維新 - Ishin               | Хирофуми Ёсимура Сэйдзи Маэхара (сопредседатель) | Консерватизм Правый популизм                      | 38 из 465     | 19 из 248  | 2 из 47     |
|        |        | - Демократическая партия для народа - 国民民主党 - Kokumin Minshu-tō    | - ДПДН - 国民 - Kokumin            | Юитиро Тамаки                                    | Умеренный консерватизм Популизм                   | 27 из 465     | 22 из 248  | 1 из 47     |
|        |        | - Комэйто - 公明党 - Kōmeitō                                            | - ПЧП - 公明 - Kōmei               | Тэцуо Сайто                                      | Буддийская демократия Социальный консерватизм     | 24 из 465     | 21 из 248  | 0 из 47     |
|        |        | - Сансэйто - 参政党 - Sanseitō                                          | - ППУ - 参政党 - Sanseitō          | Сохэй Камия                                      | Правый популизм Ультраконсерватизм                | 3 из 465      | 15 из 248  | 0 из 47     |
|        |        | - Рэйва Синсэнгуми - れいわ新選組 - Reiwa Shinsengumi                   | - РС - れいわ - Reiwa              | Таро Ямамото                                     | Прогрессивизм Левый популизм                      | 9 из 465      | 6 из 248   | 0 из 47     |
|        |        | - Коммунистическая партия Японии - 日本共産党 - Nihon Kyōsan-tō         | - КПЯ - 共産党 - Kyōsan-tō         | Томоко Тамура                                    | Коммунизм Демократический социализм Прогрессивизм | 8 из 465      | 7 из 248   | 0 из 47     |
|        |        | - Консервативная партия Японии - 日本保守党 - Nippon Hoshutō            | - КП - 保守党 - Hoshu-tō           | Наоки Хякута                                     | Японский ультранационализм Правый популизм        | 3 из 465      | 2 из 248   | 0 из 47     |
|        |        | - Социал-демократическая партия - 社会民主党 - Shakai Minshu-tō         | - СДП - 社民党 - Shamin-tō         | Мидзухо Фукусима                                 | Социал-демократия Прогрессивизм                   | 1 из 465      | 2 из 248   | 0 из 47     |
|        |        | - Команда Мираи - チームみらい - Chīmu-Mirai                            | - Мираи - みらい - Mirai           | Такахиро Анно                                    | Электронная демократия                            | 0 из 465      | 1 из 248   | 0 из 47     |
|        |        | - Партия NHK - NHK党 - NHK kara kokumin o mamoru tō                     | - НХК - NHK党                      | Спорно: Аяка Ооцу или Такаси Татибана            | Отмена лицензионного сбора за ТВ                  | 0 из 465      | 1 из 248   | 0 из 47     |
|        |        | - Независимые - 無所属 - Mushozoku                                      | - Независимые - 無所属 - Mushozoku | —                                                | —                                                 | 8 из 465      | 14 из 248  | 39 из 47    |

### Комментарии
1. ↑  Партия чистой политики.
2. ↑  Партия политического участия.
3. ↑  Не является партией. Отражено в таблице для справки о количестве независимых представителей, советников и губернаторов.